# Resolució 1782 del Consell de Seguretat de les Nacions Unides
La Resolució 1782 del Consell de Seguretat de les Nacions Unides fou adoptada per unanimitat el 29 d'octubre de 2007. El Consell, determinant que la situació a Costa d'Ivori continuava sent una amenaça per a la pau i la seguretat internacionals a la regió, va renovar fins al 31 d'octubre de 2008 l'embargament d'armes i diamants que havia imposat al país, així com les restriccions de viatge i la congelació de fons, contra determinats individus. La resolució fou presentada per França.

## Detalls
El Consell, d'acord amb el Capítol VII de la Carta de les Nacions Unides, va ampliar el mandat del Grup d'Experts que havia creat per supervisar les sancions i administrar la llista de persones subjectes a mesures de viatge i financeres, tal com s'exposen a les resolucions 1572 (2004) i 1643 (2005).
En altres termes, el Consell examinarà les mesures renovades a la llum dels progressos realitzats en la implementació dels passos clau del procés de pau tal com es fa referència a la resolució 1765 (2007), de 16 de juliol. El Consell durà a terme una revisió provisional una vegada que les parts hagin implementat plenament l'Acord polític de Ouagadougou i després de celebrar eleccions presidencials i legislatives obertes, lliures, justes i transparents, però no més tard del 30 d'abril de 2008.